# Pachnoda divisa
Pachnoda divisa är en skalbaggsart som beskrevs av Gerstaecker 1884. Pachnoda divisa ingår i släktet Pachnoda och familjen Cetoniidae. Inga underarter finns listade i Catalogue of Life.